# Kliff Kingsbury
Kliff Timothy Kingsbury (* 9. August 1979 in San Antonio, Texas) ist ein ehemaliger American-Football-Spieler und aktueller -Trainer. Zurzeit ist Kingsbury Offensive Coordinator der Washington Commanders. Davor war er unter anderem von 2019 bis 2022 Head Coach der Arizona Cardinals in der NFL sowie Cheftrainer der Texas Tech University. Als Spieler kam er jedoch nur zu einem Einsatz in der NFL, dennoch gewann er einen Super Bowl.

## Karriere

### Karriere als Spieler
Nach seiner Highschool begann Kingsbury 1998 für die Texas Tech University als Quarterback zu spielen. 2002 konnte er das Team zu 9 Siegen bei 5 Niederlagen und einem Sieg im Florida Citrus Bowl führen. Er selbst bekam die Sammy Baugh Trophy als bester College-Passgeber und wurde von der Associated Press zum Offensive Player of the Year gewählt.
Nach diesen Leistungen wurde er im NFL Draft 2003 an 201. Stelle von den New England Patriots ausgewählt. Er kam jedoch in der Saison wegen einer Verletzung nicht zum Einsatz, die Patriots gewannen in diesem Jahr den Super Bowl. Es folgten kurze Stationen bei den New Orleans Saints, den Denver Broncos und den New York Jets, für die er sein einziges NFL-Spiel machte. 2006 spielte er für die Cologne Centurions in der NFL Europe. Danach stand er noch im Kader der Buffalo Bills, ehe er 2007 in die CFL wechselte. Dort stand er zunächst im Kader der Montréal Alouettes und später der Winnipeg Blue Bombers. Er kam allerdings nicht zum Einsatz und beendete danach seine aktive Karriere.

### Karriere als Trainer

#### Anfänge im Collegefootball
Nach seinem Karriereende zunächst Assistenztrainer an der University of Houston, 2010 wurde er zum Co-Offensive Coordinator neben Jason Phillips befördert. Nach einer sehr guten Saison folgte er Cheftrainer Kevin Sumlin als Offensive Coordinator an die Texas A&M University. Nach nur einer Saison wurde er als Nachfolger von Tommy Tuberville zum Head Coach seiner alten Universität, der Texas Tech University, ernannt. In seiner ersten Saison konnte er direkt die ersten sieben Spiele und am Saisonende den Holiday Bowl gewinnen. In den darauffolgenden Jahren konnte an diese Erfolge allerdings nicht mehr angeknüpft werden, insgesamt war er Trainer in 75 Spielen, von denen 35 gewonnen und 40 verloren wurden. Unter ihm spielten während seiner Zeit bei der Texas Tech University unter anderem Baker Mayfield und Patrick Mahomes.

#### Cheftrainer der Arizona Cardinals
Nach der Saison 2018 wurde klar, dass Kingsbury nicht für eine weitere Saison Trainer der Texas Tech University sein würde. Ursprünglich unterschrieb er einen Vertrag bei der University of Southern California als deren neuer Offensive Coordinator, am 8. Januar 2019 wurde er allerdings als neuer Cheftrainer der Arizona Cardinals vorgestellt. Seine erste Saison beendeten die Cardinals jedoch als Letzter der NFC West bei 5 Siegen, 10 Niederlagen und einem Unentschieden. In seiner zweiten Saison konnte er sich mit seinem Team jedoch steigern. Das Team blieb lange ein Kandidat für die Playoffs und konnte 6 ihrer ersten 9 Spiele gewinnen, fiel danach aber zurück. Letzten Endes blieb das Team zu inkonsistent und beendete die Saison mit 8 Siegen und 8 Niederlagen.
Wie bereits in der Vorsaison konnten die Cardinals auch in der Saison 2021 sehr gut starten. Diesmal konnten sie sogar alle ihrer ersten sieben Spiele gewinnen. Davon verpasste Kingsbury ein Spiel, da er an COVID-19 erkrankt war. Obwohl die zweite Saisonhälfte danach mit vier Siegen und sechs Niederlagen auch eher durchwachsen verlief, konnten sich die Cardinals diesmal erstmals unter Kingsbury und seit 2015 für die Playoffs qualifizieren.
Obwohl er vor der Saison eine Vertragsverlängerung bis 2027 in Arizona unterzeichnet hatte, wurde Kingsbury im Anschluss an die Saison 2022 entlassen, nachdem die Cardinals lediglich vier Spiele hatten gewinnen können und 13 Partien verloren hatten.

#### Rückkehr als Assistenztrainer
Anschließend war Kingsbury erneut am College tätig und wurde zur Saison 2023 Quarterback-Coach und Senior Offensive Analyst bei den USC Trojans. Im Februar 2024 kehrte Kingsbury in die NFL zurück und wurde Offensive Coordinator der Washington Commanders unter deren neuen Cheftrainer Dan Quinn. Dort arbeitete er mit Rookie-Quarterback Jayden Daniels zusammen, den er entwickeln sollte.

## Karrierestatistiken

### Als Cheftrainer
| Team      | Saison | Regular Season | Regular Season | Regular Season | Regular Season | Regular Season     | Postseason | Postseason  | Postseason | Postseason                                                  |
| Team      | Saison | Siege          | Niederlagen    | Unentschieden  | Siege %        | Platzierung        | Siege      | Niederlagen | Siege %    | Ergebnis                                                    |
| --------- | ------ | -------------- | -------------- | -------------- | -------------- | ------------------ | ---------- | ----------- | ---------- | ----------------------------------------------------------- |
| Cardinals | 2019   | 5              | 10             | 1              | 34,4 %         | 4. in der NFC West | —          | —           | —          | —                                                           |
| Cardinals | 2020   | 8              | 8              | 0              | 50,0 %         | 3. in der NFC West | —          | —           | —          | —                                                           |
| Cardinals | 2021   | 11             | 6              | 0              | 64,7 %         | 2. in der NFC West | 0          | 1           | 0,0 %      | Niederlage gegen die Los Angeles Rams im NFC Wild Card Game |
| Cardinals | 2022   | 4              | 13             | 0              | 23,5 %         | 4. in der NFC West | —          | —           | —          | —                                                           |
| Gesamt    | Gesamt | 28             | 37             | 1              | 43,2 %         |                    | 0          | 1           | 0,0 %      |                                                             |